# Kahawali
Kahawali est un personnage de la mythologie hawaïenne et chef de Puna. Un jour, Pélé, la déesse des volcans, désire faire une course de hōlua avec lui mais comme il la contrarie, elle entre en colère, se change en coulée de lave et l'oblige à fuir vers l'océan Pacifique.

## Légende
Kahawali est un chef de Puna, sur l'île d'Hawaï, et un des proches du roi Kealiikukii. Un jour, il organise une course de hōlua à laquelle lui et le Roi prennent part. Le lieu choisi pour la course est le flanc d'une petite colline aujourd'hui appelée « Kaholua o Kahawali » ou « Ka holua ana o Kahawali » qui signifie littéralement en français « Le lieu de glisse de Kahawali ». L'évènement attire du monde ainsi qu'un ensemble de musiciens et de danseurs.
Attirée par l'animation, Pélé, déesse hawaïenne des volcans vivant sur le Kīlauea, s'approche sous les traits d'une humaine. Elle défie alors Kahawali de l'affronter au hōlua. Celui-ci accepte et Pélé, peu habituée à ce sport, perd. Elle réclame alors une revanche mais à la condition d'utiliser le hōlua de Kahawali. Comme il refuse en lui rétorquant « Non ! Es-tu ma femme que tu réclames mon hōlua ? » et s'élance sans attendre qu'elle soit prête, elle entre dans une fureur qui la fait se venger. Frappant le sol avec son pied, elle déclenche un séisme alors que Kahawali est en bas de la pente. Elle se lance à sa poursuite en faisant vibrer le sol et accompagnée d'éclairs, du tonnerre et de coulées de lave. Alors que les spectateurs, les musiciens et les danseurs sont engloutis par le flot brûlant et changés en arbres de lave, Kahawali et le Roi s'enfuient jusqu'à se réfugier sur un petit cône volcanique, le Puukea. Kahawali poursuit néanmoins sa route et croise dans sa maison son cochon favori ʻĀloʻi qui a donné son nom à un ancien cratère, sa mère qui vit à Kukii, ses enfants Poupoulu et Kaohe et sa femme Kanakawahine qui refuse de mourir avec lui et le fuit, sa sœur à Koai et enfin son jeune frère sur le rivage qui arrive en canoë pour mettre sa famille à l'abri.
Alors qu'elle voit que Kahawali est en train de lui échapper, Pélé entre dans une rage qui la fait jeter des pierres incandescentes dans la mer. Les deux frères parviennent à éviter les blocs et se dirigent vers Oahu en faisant étape à Maui, Lanai et Molokai. Arrivé à destination, Kahawali raconte sa mésaventure à Kolonohailaau son père et Kanewahinekeaho sa sœur avec qui il finira ses jours.